# Стичано
Стичано (итал. Sticciano) је насеље у Италији у округу Гросето, региону Тоскана.
Према процени из 2011. у насељу је живело 50 становника. Насеље се налази на надморској висини од 306 м.